# Zmodyfikowana dyskretna transformacja kosinusowa
Zmodyfikowana dyskretna transformacja cosinusowa (MDCT, ang. modified discrete cosine transform) – blokowa transformacja danych oparta na przekształceniu kosinusowym typu DCT-IV, należąca do rodziny transformacji zakładkowych. Ta ostatnia cecha oznacza, że kolejne bloki próbek sygnału poddawane przekształceniu pobierane są nadmiarowo, z zakładką (część próbek jest wspólna), co pozwala wyeliminować tzw. efekt blokowy występujący przy zastosowaniu tej transformacji w kompresji sygnału.

## Definicja
Przekształcenie MDCT odwzorowuje każdy blok rzeczywistych próbek {\displaystyle x_{n}} o długości {\displaystyle N} według wzoru:
{\displaystyle X_{k}=\sum _{n=0}^{2N-1}w_{n}x_{n}\cos \left[{\frac {\pi }{N}}\left(n+{\frac {1}{2}}+{\frac {N}{2}}\right)\left(k+{\frac {1}{2}}\right)\right]\quad {\textrm {dla}}\quad k=0,1,\dots ,N-1.}
Oryginalny sygnał można odtworzyć z sekwencji współczynników używając przekształcenia odwrotnego:
{\displaystyle y_{n}={\frac {1}{N}}\sum _{k=0}^{N-1}w_{n}X_{k}\cos \left[{\frac {\pi }{N}}\left(n+{\frac {1}{2}}+{\frac {N}{2}}\right)\left(k+{\frac {1}{2}}\right)\right]\quad {\textrm {dla}}\quad n=0,1,\dots ,2N-1.}
Sekwencje {\displaystyle y_{n}} uzyskane w kolejnych blokach należy następnie zsumować z zakładką 50% aby uzyskać zrekonstruowany sygnał {\displaystyle x_{n}.}
Należy zauważyć, że liczba współczynników transformaty w pojedynczym bloku jest dwukrotnie mniejsza od liczby próbek sygnału w tym bloku, co pozornie oznaczałoby nieodwracalność przekształcenia. W istocie, odrzucenie połowy współczynników powoduje zjawisko aliasingu w dziedzinie czasu: w zrekonstruowanym pojedynczym bloku {\displaystyle y_{n}} próbki z połowy poprzedniego i połowy następnego bloku są „zawinięte” do środka bloku. Właściwości symetrii przekształcenia DCT-IV powodują, że te składowe aliasowe w sąsiednich blokach mają przeciwny znak i w końcowym procesie składania sygnału ulegają kompensacji. Jest to tak zwana zasada TDAC (ang. Time-Domain Aliasing Cancellation).
W powyższych wzorach {\displaystyle w_{n}} oznacza funkcję okna, które pełni rolę ograniczającą skoki wartości sygnału na granicach bloku poprzez łagodne zmniejszenie ich amplitudy do zera. Aby TDAC działało poprawnie, funkcja okna powinna spełniać warunek:
{\displaystyle w_{n}^{2}+w_{n+N}^{2}=1.}
W praktyce stosowane jest kilka popularnych funkcji okien, na przykład
{\displaystyle w_{n}=\sin \left[{\frac {\pi }{2N}}\left(n+{\frac {1}{2}}\right)\right]} – okno wykorzystywane w technice kompresji MP3,
{\displaystyle w_{n}=\sin \left({\frac {\pi }{2}}\sin ^{2}\left[{\frac {\pi }{2N}}\left(n+{\frac {1}{2}}\right)\right]\right)} – okno wykorzystywane w technice Vorbis.

## Interpretacja
Wartości rzeczywiste {\displaystyle X_{k}} (tak zwane współczynniki MDCT) reprezentują składowe sygnału w dziedzinie przypominającej dziedzinę fourierowską, zatem mogą być (z pewnymi zastrzeżeniami) interpretowane jako widmo częstotliwościowe. W rzeczywistości istnieje ścisła zależność między współczynnikami MDCT oraz DFT.

## Zastosowanie
Podstawowym zastosowaniem MDCT jest kodowanie transformatowe dźwięku, gdzie współczynniki transformaty są kwantowane z wykorzystaniem modelu psychoakustycznego. Dzięki właściwości TDAC zrekonstruowany sygnał nie posiada zniekształceń blokowych, które byłyby zupełnie nieakceptowalne dla dźwięku.